# Virgen de la Majestad (catedral de Astorga)

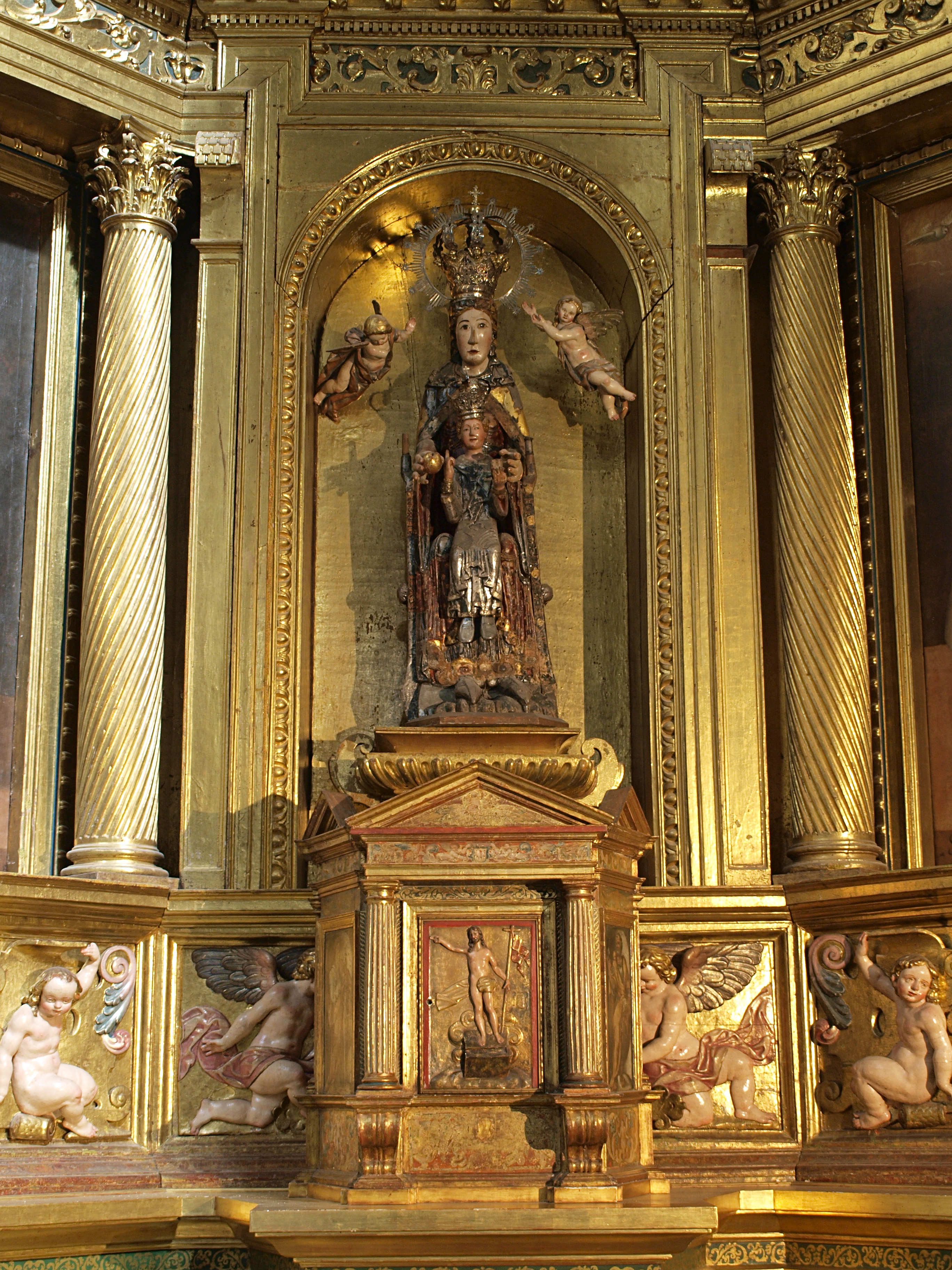
Hornacina central con la imagen románica de la Virgen.

La Virgen de la Majestad de Astorga es una imagen románica del siglo XII, de madera policromada y revestida de plata durante el siglo XIII. Se venera en la catedral de Astorga (España), colocada dentro de un retablo realizado por Juan de Peñalosa en el siglo XVII, y en la capilla del ábside del lado del Evangelio.

## Descripción
Se trata de una imagen de las llamadas Sedes sapientiae que sigue los modelos y representa la Virgen como trono de Dios. En su espalda se conserva un hueco con una tapa, pues en su origen debió de hacer la función de relicario.
Datada de principios del siglo XII, está realizada en madera enyesada y pintada y mide 118 centímetros de altura. La imagen está formada por la Virgen sentada sobre un trono con decoración de estilo bizantino cuyos brazos tienen el remate hecho con unos extraños cuernos. El busto de María está modelado en forma plana y la cabeza redondeada con la cara ovalada y la facciones del rostro bastante pronunciadas. Los cabellos están dorados y cubiertos con un velo azul, sobre el que llevaba una corona de madera, que más tarde se le cortó para sustituirla por otra más lujosa de plata. La túnica es de anchas mangas y está policromada de carmín con pequeños adornos en blanco y oro; por debajo de estas mangas se aprecian otras más ceñidas de color azul. El manto que la cubre es dorado y con una magnífica cenefa con las señales de haber tenido cabujones con piedras incrustadas.
El Niño se encuentra totalmente de frente, entre las rodillas de su madre y un poco separado de ella. En una mano sostiene un libro mientras que con la otra está bendiciendo. La túnica tiene pliegues de estilo bizantino, aunque la pintura policromada está oculta por el revestimiento de plata que se realizó en el siglo XIII, conservado en la figura del Niño y perdido en su mayor parte en las vestiduras de la Madre.